# Marco Meyerhöfer
Marco Meyerhöfer (Bad Homburg vor der Höhe, 18 novembre 1995) è un calciatore tedesco, difensore del Preußen Münster.

## Caratteristiche tecniche
È un terzino destro.

## Carriera
Cresciuto nel settore giovanile dell'Eintracht Francoforte, inizia la propria carriera nel Saarbrücken, in Regionalliga; dopo tre stagioni nel club nerazzurro si trasferisce al Waldhof Mannheim dove gioca per due anni sempre nella quarta divisione tedesca. Il 5 maggio 2019 si trasferisce al Greuther Fürth, militante in 2. Bundesliga; debutta fra i professionisti il 28 luglio seguente nel match di campionato perso 2-0 contro l'Erzgebirge Aue.

## Statistiche
Statistiche aggiornate al 4 marzo 2021.

### Presenze e reti nei club
| Stagione                | Squadra                 | Campionato              | Campionato | Campionato | Coppe nazionali | Coppe nazionali | Coppe nazionali | Coppe continentali | Coppe continentali | Coppe continentali | Altre coppe | Altre coppe | Altre coppe | Totale | Totale | Totale |
| Stagione                | Squadra                 | Comp                    | Pres       | Reti       | Comp            | Pres            | Reti            | Comp               | Pres               | Reti               | Comp        | Pres        | Reti        | Pres   | Reti   |        |
| ----------------------- | ----------------------- | ----------------------- | ---------- | ---------- | --------------- | --------------- | --------------- | ------------------ | ------------------ | ------------------ | ----------- | ----------- | ----------- | ------ | ------ | ------ |
| 2014-2015               | Saarbrücken             | RL                      | 19         | 0          |                 | -               | -               |                    | -                  | -                  |             | -           | -           | 19     | 0      |        |
| 2015-2016               | Saarbrücken             | RL                      | 23         | 2          |                 | -               | -               |                    | -                  | -                  |             | -           | -           | 23     | 2      |        |
| 2016-2017               | Saarbrücken             | RL                      | 6          | 0          |                 | -               | -               |                    | -                  | -                  |             | -           | -           | 6      | 0      |        |
| Totale Saarbrücken      | Totale Saarbrücken      | Totale Saarbrücken      | 48         | 2          |                 | -               | -               |                    | -                  | -                  |             | -           | -           | 48     | 2      |        |
| 2017-2018               | Waldhof Mannheim        | RL                      | 35         | 0          |                 | -               | -               |                    | -                  | -                  |             | -           | -           | 35     | 0      |        |
| 2018-2019               | Waldhof Mannheim        | RL                      | 31         | 3          |                 | -               | -               |                    | -                  | -                  |             | -           | -           | 31     | 3      |        |
| Totale Waldhof Mannheim | Totale Waldhof Mannheim | Totale Waldhof Mannheim | 66         | 3          |                 | -               | -               |                    | -                  | -                  |             | -           | -           | 66     | 3      |        |
| 2019-2020               | Greuther Fürth          | 2L                      | 20         | 0          | CG              | 0               | 0               |                    | -                  | -                  |             | -           | -           | 20     | 0      |        |
| 2020-2021               | Greuther Fürth          | 2L                      | 22         | 0          | CG              | 3               | 3               |                    | -                  | -                  |             | -           | -           | 25     | 3      |        |
| Totale Greüther Furth   | Totale Greüther Furth   | Totale Greüther Furth   | 42         | 0          |                 | 3               | 3               |                    | -                  | -                  |             | -           | -           | 45     | 3      |        |
| Totale carriera         | Totale carriera         | Totale carriera         | 156        | 5          |                 | 3               | 3               |                    | -                  | -                  |             | -           | -           | 159    | 8      |        |